# بيريندي
بيريندي (بالألبانية:Perëndi) هو إله الرعد /أو السنديان في ألبانيا وهو زوج بيرينده. بيريندي على الأرجح بيركوناز الليتواني وبيركونز اللاتيفي.